# Horowhenua-Kapiti Rugby
Horowhenua-Kapiti es una selección provincial de Nueva Zelanda que representa a la Horowhenua-Kapiti Rugby Football Union de la ciudad de Horowhenua, Región de Manawatu-Wanganui en competencias domésticas de rugby.
Desde el año 2006 participa en el Heartland Championship.
En el Super Rugby es representado por el equipo de Hurricanes.

## Historia
Desde el año 1976 hasta el 2005 participó en el National Provincial Championship la principal competencia entre clubes provinciales de Nueva Zelanda, en la que logró un campeonato de tercera división.
Desde el año 2006 ingresa al Heartland Championship, en la que ha logrado una Lochore Cup.
Ha logrado victorias sobre las selecciones de Samoa y Tonga.

## Palmarés

### Tercera División (1)
- Tercera División del NPC (1): 1993

### Heartland Championship
- Lochore Cup (1): 2018

## All Blacks
- J.F Karam
- H. Jacob
- Christian Cullen